# 基伍平鰭鮠
基伍平鰭鮠，為輻鰭魚綱鯰形目平鰭鮠科的其中一種，為熱帶淡水魚，分布於非洲基伍湖、坦噶尼喀湖西部支流流域，體長可達10.6公分，棲息在岩石底質底層水域，生活習性不明。

## 擴展閱讀
維基物種上的相關：基伍平鰭鮠